# Містер і місіс Сміт (телесеріал, 2024)
«Містер і місіс Сміт» — американський телесеріал, створений Франческою Слоун і Дональдом Гловером. Серіал заснований на однойменному серіалі 1996 року та однойменному фільмі 2005 року. Прем’єра серіалу відбулася 2 лютого 2024 року на Amazon Prime Video. Головні ролі виконують Дональд Гловер і Майя Ерскін.

## Сюжет
Двоє незнайомців погоджуються стати агентами таємничої організації. Вони працюють разом під прикриттям, вдаючи з себе подружню пару: Джона та Джейн Сміт. Напарники виконують різноманітні шпигунські завдання, при цьому між ними виникають романтичні стосунки.

## У ролях
| Актор              | Роль                                 |
| ------------------ | ------------------------------------ |
| Дональд Гловер     | Джон Сміт / Майкл головний персонаж  |
| Майя Ерскін        | Джейн Сміт / Алана головний персонаж |
| Александр Скашґорд | Інший Джон №1                        |
| Ейса Гонсалес      | Інша Джейн №1                        |
| Пол Дано           | Гарріс Матербах                      |
| Джон Туртурро      | Ерік Шейн                            |
| Шерон Хорган       | Ґавол Мартін                         |
| Біллі Кемпбелл     | Паркер Мартін                        |
| Сара Полсон        | Терапевтка                           |
| Паркер Поузі       | Інша Джейн №2                        |
| Урсула Корберо     | Руні                                 |
| Вагнер Моура       | Інший Джон №2                        |
| Рон Перлман        | Тобі Геллінджер                      |
| Мікаела Коел       | Бев                                  |

Крім того, Беверлі Гловер, справжня мати Дональда, дебютує в ролі Деніз, матері Джона Сміта.

## Епізоди
| № серії | Назва серії                           | Режисер(и)         | Сценарист(и)                                           | Оригінальна дата виходу |
| --- | ------------------------------------- | ------------------ | ------------------------------------------------------ | ----------------------- |
| 1 | «Перше побачення»                     | Хіро Мураї         | Франческа Слоун та Дональд Гловер                      | 2 лютого 2024           |
| Озброєні люди вбивають подружжя на ім'я «Джон» і «Джейн». Пізніше двоє незнайомців проходять співбесіду до таємничої шпигунської організації. Вони житимуть удвох в одному будинку, вдаючи з себе подружжя на ім'я «Джон» і «Джейн» Сміт, та виконуватимуть завдання з високим рівнем ризику. Під час першого завдання їм доручено перехопити пакунок і доставити його у встановлене місце. Вони успішно справляються зі завданням, та виявляється, що в пакунку була бомба, яка вбиває всіх мешканців будинку. |                                       |                    |                                                        |                         |
| 2 | «Друге побачення»                     | Хіро Мураї         | Франческа Слоун                                        | 2 лютого 2024           |
| Джон і Джейн домовляються, що не спатимуть один з одним, і що вони розійдуться після того як зароблять достатню суму грошей. Їхня наступна місія — проникнути на «тихий аукціон» та отримати інформацію від невідомої цілі за допомогою «сироватки правди». Джон і Джейн успішно ідентифікують ціль як Еріка Шейна, але випадково дають йому подвійну дозу сироватки, що призводить до його смерті. Компанія повідомляє їм, що це була їхня перша невдала місія з трьох можливих. Джон і Джейн порушують свою домовленість і займаються сексом. |                                       |                    |                                                        |                         |
| 3 | «Перша відпустка»                     | Карена Еванс       | Івон Гана Ї                                            | 2 лютого 2024           |
| На наступному завданні Сміти мають стежити в італійських Доломітах за Паркером і Ґавол Мартінами, багатим і впливовим подружжям. Джейн дізнається, що Джон продовжує спілкуватись зі своєю матір'ю, незважаючи на заборону компанії. Джейн і Джон розділяються: Джейн стежить за Паркером, а Джон — за Ґавол. Невідомі люди викрадають Ґавол. Попри те, що Сміти вже виконали своє завдання, Джон рятує Ґавол. При цьому він опиняється на межі смерті від переохолодження. Джейн рятує Джона, і вони зізнаються один одному у глибоких почуттях. |                                       |                    |                                                        |                         |
| 4 | «Подвійне побачення»                  | Крістіан Спренджер | Адамма Ебо, Аданне Ебо, Івон Гана Ї та Франческа Слоун | 2 лютого 2024           |
| Джон і Джейн зустрічають іншу пару Смітів, які виконують завдання з «надвисоким» рівнем ризику. Вони запрошують інших Смітів на подвійне побачення до себе додому. Дві пари обговорюють свої завдання, спосіб життя, романтику та компанію, на яку вони працюють. Інші Сміти натякають на те, що компанія ніколи не дозволить їм піти у відставку. Інші Сміти пропонують разом виконати завдання «надвисокого» рівня, але обдурюють Джона та Джейн і відправляють на завдання їх самих. Джон і Джейн ледве не гинуть, але виконують завдання та отримують за нього 375 тисяч доларів. Пізніше ввечері вони зізнаються один одному у коханні. |                                       |                    |                                                        |                         |
| 5 | «Ти хочеш дітей?»                     | Карена Еванс       | Карла Чінг та Стівен Гловер                            | 2 лютого 2024           |
| Джон і Джейн мають захищати і супроводжувати важливого для компанії чоловіка на ім'я Тобі Геллінджер. На місці, визначеному компанією, вони потрапляють у засідку. Тікаючи від переслідування, вони приїздять до будинку, який Джон купив без відома Джейн. Наступного ранку невідомі люди знову атакують Джона і Джейн. Джейн підриває будинок, і разом з Джоном вони доставляють Тобі у безпечне місце. Повернувшись додому, Сміти обговорюють можливість народження дітей. Джон хоче цього, але Джейн категорично проти. Напруженість між ними зростає ще й через те, що компанія виділяє успіхи Джейн, ігноруючи при цьому Джона. Джейн отримує повідомлення з пропозицією замінити її Джона на іншого. |                                       |                    |                                                        |                         |
| 6 | «Подружня терапія (голі та налякані)» | Емі Сайметц        | Франческа Слоун                                        | 2 лютого 2024           |
| Джон і Джейн відвідують сеанси терапії для пар. Прикидаючись подружжям програмістів, Джон і Джейн обговорюють свою роботу і стосунки. У флешбеках показують декілька завдань, під час яких напруженість між ними все більше зростала. Джон розповідає, що сумує за часом, коли Джейн була менш досвідченою і зверталась до нього за порадами. Джейн висловлює сумніви стосовни їх сумісності. На останньому сеансі терапевтка пропонує їм спробувати попрацювати окремо, а також розповідає, що знімала всі їхні відвідування на камеру. Джон і Джейн підпалюють її будинок, щоб знищити всі копії відеозаписів. |                                       |                    |                                                        |                         |
| 7 | «Зрада»                               | Емі Сайметц        | Івон Гана Ї, Шулер Паппас та Франческа Слоун           | 2 лютого 2024           |
| Джон і Джейн виконують окремі завдання. Джейн проникає в квартиру Бев, шпигунки що працює на конкуруючу компанію, і яка є ціллю Джона. Джейн розпитує її про стосунки з Джоном, маючи підозру, що він зраджує їй з Бев. В цей час повертається Джон. Бев нападає на Джона та Джейн і тікає від них. Деякий час подружжя переслідує Бев завдяки трекеру, який підкинув їй Джон, але зрештою Бев лишає трекер у кафе, в якому Сміти виконували своє перше завдання. Сміти усвідомлюють, що компанія навмисне надавала їм інформацію про завдання один одного, щоб спровокувати конфлікт. Це вже третє завдання, яке Сміти провалили, і компанія наказує їм чекати на подальші інструкції. |                                       |                    |                                                        |                         |
| 8 | «Розрив стосунків»                    | Дональд Гловер     | Франческа Слоун та Дональд Гловер                      | 2 лютого 2024           |
| Компанія наказує Джону та Джейн ліквідувати один одного. Невідомий нападник стріляє у Джейн, вбиваючи при цьому її кота Макса. Джон ледь не потрапляє у пастку з вибухівкою, повертаючись додому разом зі своєю матір'ю. У цих замахах Джейн і Джон підозрюють один одного. Вони домовляються про зустріч. Джейн ледь не вбиває Джона бомбою. Вона повертається додому та розмовляє з матір'ю Джона. Та говорить, що справжнє ім'я її сина — Майкл, і дає Джейн декілька особистих порад. Джон використовує будинок сусіда, щоб проникнути додому через задній хід. При цьому Джон виявляє, що їхній сусід — агент з нерухомості, який слідкував за Джоном і Джейн з метою перепродати їх будинок. Джон та Джейн б'ються, використовуючи стрілецьку зброю, сховану в будинку. Зрештою Джону вдається перемогти, тоді він робить собі та Джейн ін'єкцію сироватки правди. Вони зізнаються, що кохають один одного, та розуміють, що спроби замаху на їхні життя робив хтось інший. В цей момент до будинку заходять інші Джейн і Джон. Вони пояснюють, що завдання «надвисокого» рівня, які вони виконують, — це ліквідація Джейн та Джонів Смітів. Джейн і Джону вдається поранити іншого Джона та втекти до захищеної кімнати. Джейн говорить пораненому Джону, що її справжнє ім'я — Алана, та що вона згодна народити дитину. Джейн відкриває двері, щоб битися з іншою Джейн. Ми бачимо, що в будинку лунають три постріли, та подальша доля головних героїв лишається невідомою. |                                       |                    |                                                        |                         |

## Виробництво
12 лютого 2021 року було оголошено, що прем’єра телевізійного серіалу, створеного Дональдом Гловером, Фібі Воллер-Брідж і Франческою Слоун, та заснованого на оригінальному фільмі 2005 року, відбудеться на Prime Video у 2022 році. Воллер-Брідж покинула проєкт у вересні 2021 року через творчі розбіжності з Гловером. 7 квітня 2022 року стало відомо, що Майя Ерскін виконуватиме роль Фібі Воллер-Брідж у серіалі.
29 червня 2022 року повідомлялося, що Мікаела Коел, Джон Туртурро та Пол Дано з’являться у серіалі в ролях запрошених зірок. 22 вересня 2022 року повідомлялося, що Паркер Поузі та Вагнер Моура приєдналися до акторського складу.
Окрім Гловера та Слоун, виконавчими продюсерами серіалу стали Ярів Мілчен, Арнон Мілчен, Майкл Шефер, Стівен Гловер, Ентоні Катаґас, Хіро Мураї, Нейт Маттесон і Дженні Робінс.
Зйомки серіалу розпочалися влітку 2022 року.
23 вересня 2022 року було повідомлено, що дату виходу серіалу перенесено з 2022 на 2023 рік.
Через голлівудський страйк 2023 року Amazon відклав випуск серіалу на «початок 2024 року». Усі вісім епізодів серіалу вийшли 2 лютого 2024 року на Prime Video.

## Кінокритика
На сайті Rotten Tomatoes серіал має 89% схвалення із середнім рейтингом 7,6 з 10 на основі 101 рецензії критиків.
На сайті Metacritic серіал має середньозважену оцінку 76 зі 100 на основі рецензій 38 критиків, що вказує на «в цілому схвальні відгуки».
9 лютого 2024 року було оголошено, що серіал став одним із п’яти найкращих дебютів серіалів Prime Video за кількістю глядачів у США.